# Decydujący głos
Decydujący głos – amerykański film polityczny z 2008 roku będący rekonstrukcją przebiegu wyborów prezydenckich w 2000 roku na Florydzie, gdzie doszło do ręcznego liczenia głosów.

## Główne role
- Kevin Spacey – Ron Klain
- Bob Balaban – Ben Ginsberg
- Ed Begley Jr. – David Boies
- Laura Dern – Katherine Harris
- John Hurt – Warren Christopher
- Denis Leary – Michael Whouley
- Bruce McGill – Mac Stipanovich
- Tom Wilkinson – James Baker
- Bruce Altman – Mitchell Berger
- Jayne Atkinson – Theresa LePore
- Gary Basaraba – Clay Roberts
- Derek Cecil – Jeremy Bash
- Eve Gordon – Monica Klain
- Marcia Jean Kurtz – Carol Roberts
- Mitch Pileggi – Bill Daley
- Raymond Forchion – Jeff Robinson
- Steve DuMouchel – Jack Young
- Adam LeFevre – Mark Herron
- Ethan S. Smith – David Morehouse
- Stefen Laurantz – Joe Allbaugh
- Robert Small – George Terwilliger
- Marc Macaulay – Bob Zoellick
- Patricia Getty – Margaret Tutwiler
- Brett Rice – Sędzia Charles Burton
- Joan Turner Turetzky – Myriam Sukerevsky
- Terry Loughlin – William H. Rehnquist, prezes Sądu Najwyższego
- Bruce Gray – Anthony Kennedy
- Michael Bryan French – David Souter
- Judy Clayton – Sandra Day O’Connor
- Jack Shearer – Antonin Scalia
- Howard Elfman – Stephen Breyer
- William Schallert – John Paul Stevens

## Nagrody i nominacje (wybrane)
60. ceremonia wręczenia nagród Emmy
- Najlepszy film telewizyjny – Paula Weinstein, Len Amato, Sydney Pollack, Jay Roach, Michael Hausman
- Najlepsza reżyseria miniserialu, filmu telewizyjnego lub dramatycznego programu specjalnego – Jay Roach
- Najlepszy montaż miniserialu lub filmu telewizyjnego kręconego przy użyciu jednej kamery – Alan Baumgarten
- Najlepszy scenariusz miniserialu, filmu telewizyjnego lub dramatycznego programu specjalnego – Danny Strong (nominacja)
- Najlepsza scenografia w miniserialu lub filmie telewizyjnym – Patti Podesta, Christopher Tandon, Anuradha Mehta (nominacja)
- Najlepsza obsada w miniserialu lub filmie telewizyjnym (casting) – David Rubin, Richard Hicks, Lori Wyman, Kathleen Chopin (nominacja)
- Najlepszy aktor w miniserialu lub filmie telewizyjnym – Kevin Spacey (nominacja)
- Najlepszy aktor w miniserialu lub filmie telewizyjnym – Tom Wilkinson (nominacja)
- Najlepszy aktor drugoplanowy w miniserialu lub filmie telewizyjnym – Bob Balaban (nominacja)
- Najlepszy aktor drugoplanowy w miniserialu lub filmie telewizyjnym – Denis Leary (nominacja)
- Najlepsza aktorka drugoplanowa w miniserialu lub filmie telewizyjnym – Laura Dern (nominacja)

Złote Globy 2008
- Najlepsza aktorka drugoplanowa w serialu, miniserialu lub filmie telewizyjnym – Laura Dern
- Najlepszy miniserial lub film telewizyjny (nominacja)
- Najlepszy aktor w miniserialu lub filmie telewizyjnym – Kevin Spacey (nominacja)
- Najlepszy aktor w miniserialu lub filmie telewizyjnym – Tom Wilkinson (nominacja)
- Najlepszy aktor drugoplanowy w miniserialu lub filmie telewizyjnym – Denis Leary (nominacja)

Nagroda Satelita 2008
- Najlepszy film telewizyjny (nominacja)
- Najlepszy aktor w miniserialu lub filmie telewizyjnym – Kevin Spacey (nominacja)
- Najlepszy aktor w miniserialu lub filmie telewizyjnym – Tom Wilkinson (nominacja)
- Najlepsza aktorka w serialu, miniserialu lub filmie telewizyjnym – Laura Dern (nominacja)